# Kompolthy Tivadar
Kompolthy Tivadar, teljes nevén: Kompolthy Tivadar János Ede [1871-ig Schreiber] (Szomolnok, 1852. április 19. – Budapest, 1907. november 30.) nyomdatulajdonos és hírlapszerkesztő, Kompolthy Gusztáv testvéröccse.

## Élete
Kompolthy Ferenc bányatiszt és Kompóty Mária fia. 18 éves korában Fiuméban a tengerésznövendékek sorába lépett. 1871. december 14-én két társával elhagyta a magyar-osztrák Ivó nevű hajót, hogy megkezdhesse a porosz vitorlás tengerészeti manőver tanulmányozását; az Iconia nevű német szövetségi briggen átvitorlázott Észak-Amerikába és egy ideig New Yorkban tartott állomást, majd később megfordult Dél-Amerikában és Afrika parjain. 1875-ben visszatért hazájába és azon év június 1-től 1876. március 31-ig szerkesztette a Veszprémet. Ekkor újra tengerész lett; de már 1879-ben ismét visszajött, és egy ideig szerkesztette a Váczi Közlönyt (1879. július 20-tól novemberig); azután Veszprémben telepedett le, szerkesztette a Veszprémet 1880. november 28-tól 1881. október végeig; ekkor alapította a Veszprémi Független Hirlapot, és szerkesztette 1881. novembertől, 1884-től saját Petőfi nevű nyomdájában nyomtatta a lapot, melyet azonban a nyomdával együtt 1897. december 31-én eladott és lapjából lett a Veszprémvármegye című hírlap. Schreiber családi nevét 1871-ben változtatta Kompolthira. 1878. január 15-én a budapest-belvárosi plébánián házasságot kötött a nála hét évvel fiatalabb Liedl Terézzel, Liedl Lipót és Stradl Philippina lányával.
Költeményeket, elbeszéléseket és útleírásokat írt a Hazánk és a Külföldbe (1882. Egy magyar tengerész utazásaiból), a Szatmárba (1876-1877. tárcacikkek), a Vasárnapi Ujságba (1874., költ., 1878. 39. sz. Yankee magyarok, költ, 1879-81. költ.), a Képes Családi Lapokba (1879. elb., 1880. költ.), a Havi Szemlébe (IV. 1879. Nők a köztársaságban), a Földrajzi Közleményekbe (1879. Uj-Guinea és népe), a Budapesti Hírlapba (1898. 290. szám Tengeri katasztrófák.)

## Munkái
- Tengeren és szárazföldön. Nagyvárad, 1873. (Előbb az Erdély című lapban. Ismertette Figyelő 15. szám.) Online
- Vészmadár. Regény a tengerészéletből. Currer Bell után ford. Debrecen, 1874. Három kötet. Online
- Dalok a tengerről, Budapest, (1880.) (Ism. Hon 47. sz.)
- Amerikában. Elbeszélések és rajzok az amerikai életből. Veszprém 1885.